# 水島新司
水島 新司（みずしま しんじ、1939年〈昭和14年〉4月10日 - 2022年〈令和4年〉1月10日）は、日本の漫画家。野球漫画の第一人者。代表作に『野球狂の詩』『ドカベン』『あぶさん』など。
新潟県新潟市出身。趣味は野球、将棋。血液型はB型。元タレント・俳優の水島新太郎は長男。

## 来歴

### 生い立ち
1939年、新潟市の魚屋の家に生まれる。父親がギャンブル好きで多額の借金を背負っていたため、金銭的に困窮した少年時代を送る。
中学は新潟市立白新中学校に通っており、当時同校に隣接していた新潟明訓高等学校への進学を希望していたものの、家庭の経済状況を勘案して高校進学を断念した。中学卒業後、父親が借金をしていた水産問屋に丁稚奉公に出されるが、そこで漫画家になることを決意。仕事後に睡眠時間を削って漫画を執筆していた。

### 漫画家デビュー

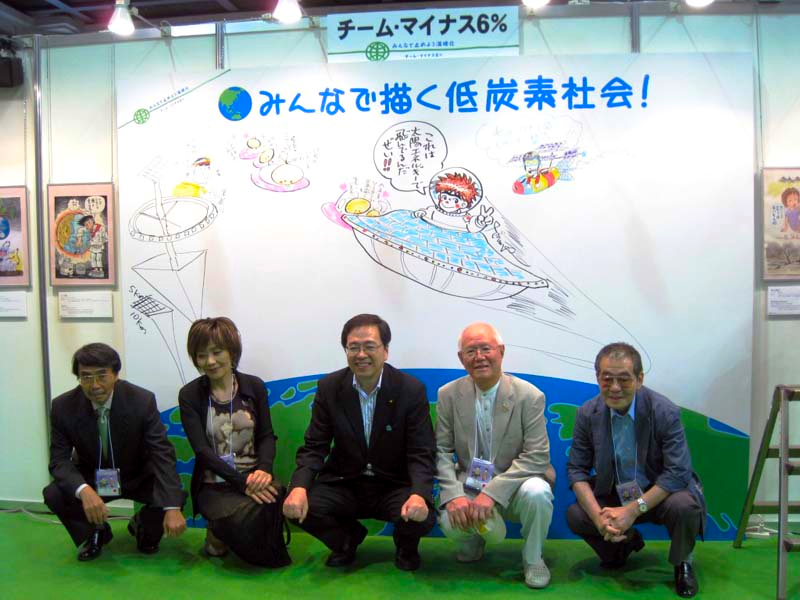
2009年9月6日、国際マンガサミットフェスタにて。水島は左端。マンガジャパン代表理事里中満智子（左から2人目）、環境大臣斉藤鉄夫（中央）、日本漫画家協会常務理事ちばてつや（右から2人目）、デジタルマンガ協会会長モンキー・パンチ（右端）と

1958年、大阪の貸本漫画出版社『日の丸文庫』の漫画短編誌『影』の新人漫画コンクールにデビュー作『深夜の客』を投稿する。評価としては次点であったが、審査員の一人だった佐藤まさあきがその才能を評価し、入選を強硬に主張。特別に特選二席として表彰される。その表彰式で社長の山田秀三に漫画家になりたい旨を直訴、「一年以内に漫画家になる」という条件で家族を説得し来阪する。
山田宅に住み込み、日の丸文庫の編集の下働きの仕事をしながら寝る間を削って漫画を執筆、人気貸本漫画家となる。日の丸文庫では主にコメディ漫画を執筆。短編集『オッス！』シリーズや『水島新司爆笑シリーズ』、大阪のTV局制作ドラマ『番頭はんと丁稚どん』や『てなもんや三度笠』の漫画化などで人気を博す。
1964年、日の丸文庫専属を経て独立、上京。
『週刊少年キング』で多くの短編作品を描くが、漫画家としての活動初期はサイクルサッカーなど野球以外のスポーツ漫画も多く手がけていた。野球漫画を描かなかった理由は、打つ・走る・投げるなど本物に近い絵を描きたかったが、絵が下手だったので、一番好きな野球のジャンルを描ける自信が付くまで10年かかったためであるという。

### 野球漫画で大ヒット
満を持して、本格的な野球漫画として1969年に『エースの条件』を発表。1970年からは『週刊少年サンデー』に『男どアホウ甲子園』、『週刊少年チャンピオン』に『銭っ子』を連載し、仕事の幅を広げる。特に『男どアホウ甲子園』は最初の大ヒットとなり、少年誌での人気を得る。
1972年からは『月刊少年マガジン』で『野球狂の詩』を読み切り不定期掲載、『週刊少年チャンピオン』で『ドカベン』を連載開始。1973年からは『ビッグコミックオリジナル』で『あぶさん』を連載開始。青年漫画にも進出する。『あぶさん』は2014年に完結するまで、41年にわたる長期連載となった。
水島自身やブレーンによる取材や資料集めの丁寧さを活かした「リアルな野球漫画」であった上記の連載作品はすべて人気を博し、野球漫画の第一人者の地位を確立する。特に柔道漫画として始まったが、『男どアホウ甲子園』終了に伴い、予定通り野球漫画へ転換した『ドカベン』は記録的大ヒットとなった。
以降、1975年に『男どアホウ甲子園』の続編『一球さん』を『週刊少年サンデー』に、1976年に『球道くん』を『マンガくん（少年ビッグコミック）』に発表。1977年には、当時、ブレーンを務めていた永谷脩と野球漫画専門誌『一球入魂』（新日本スポーツ企画）を創刊して編集長となり、『ある野球人の記録』（単行本では『白球の詩』）を連載する。
1977年ごろの、「知名人」（もしくは「著作家」）の所得番付で一位になったと、自ら語っている。

### クロスオーバー作品の連載
1981年、9年続いた『ドカベン』連載終了の直後に、プロ野球機構そのものをすべてオリジナルで作る壮大で野心的な作品『光の小次郎』を『週刊少年マガジン』に発表。
1983年には自身が今まで描いてきた高校野球漫画の集大成作品『大甲子園』を『週刊少年チャンピオン』に発表。『ドカベン』を中心に『野球狂の詩』『男どアホウ甲子園』『一球さん』『球道くん』『ダントツ』などの人気漫画から、それまで意識して描かなかった登場キャラクターを全員集めた高校3年の夏の大会を描いた。スター・システムを採用したクロスオーバー作品の先駆けでもあり、多くのヒット作品をもつ水島ならではの展開であった。
その一方で、ベテランの域に入った『あぶさん』が代打本塁打だけで落合博満と本塁打王争い（1982年）をするなど、架空の選手がプロ野球記録や日本新記録を更新する荒唐無稽な描写が目立つようになり、「リアルな野球漫画」から現実離れした作風へ変化したことを批判する読者も増えた。
以降は1984年に『極道くん』（週刊少年マガジン）、1987年に『へい!ジャンボ』のリメイク『虹を呼ぶ男』（週刊少年チャンピオン）、1988年に『野球狂の詩』の番外編的作品『ストッパー』（コミックバーガー）、1990年に高校野球漫画の総決算『おはようKジロー』（週刊少年チャンピオン）を、1993年の『平成野球草子』（ビッグゴールド）をそれぞれ連載するが、やや低迷期に入る。

### プロ野球編の連載
清原和博の希望もあって、1995年に『ドカベン プロ野球編』（週刊少年チャンピオン）を、リメイクブームの風潮から1997年に『野球狂の詩 平成編』（ミスターマガジン）を連載開始。講談社との関係は『極道くん』連載終了前後に、たけし軍団によるフライデー襲撃事件が発生し、水島の息子である新太郎が連座していたことから、しばらく関係が途絶えていたが、本作で和解している。また、これらは2000年に『新・野球狂の詩』（モーニング）、2004年に『ドカベン スーパースターズ編』とタイトルを改め、長期連載となる。
2005年10月・11月に、8週連続（モーニングでは予告編含め9週）で『週刊少年チャンピオン』と『週刊モーニング』による、出版社を超えたコラボレーション企画として、『ドカベン スーパースターズ編』の東京スーパースターズと『新・野球狂の詩』の札幌華生堂メッツが日本シリーズで対決した。
2000年代に入ってから、連載は講談社の『野球狂の詩』、小学館の『あぶさん』、秋田書店の『ドカベン』だけになっていたが、上記の単行本化である『野球狂の詩VS.ドカベン』（2006年2月刊）を最後に、小学館と秋田書店だけになった。
2007年、漫画家生活50周年を迎え、『週刊少年チャンピオン』では漫画家生活50周年の企画として、連載中の『ドカベン』を巻頭カラーに、水島と同郷の高橋留美子の他、秋本治やさいとう・たかを、かわぐちかいじ、あだち充、井上雄彦、満田拓也、藤子不二雄A、森川ジョージ、髙橋ヒロシなど沢山の漫画家からの寄せ書きとイラストが掲載された。また、王貞治、長嶋茂雄、ビートたけし、爆笑問題、松井秀喜、城島健司など野球関係者や芸能人からもメッセージが寄せられた。
2012年、『ドカベン』シリーズ40周年を記念し、最終章『ドカベン ドリームトーナメント編』連載開始。2018年に大団円を迎えた。週刊少年誌に連載する漫画家としてはあだち充を12歳も上回り、現役最長老であった。2014年2月には『あぶさん』も976回の連載を終了している。

### 引退・死去
2020年12月1日、同日付で63年間の漫画家生活から引退することを発表。最終作は2018年8月に発表した『あぶさん』の読み切り作品。
2022年1月10日、肺炎のため、東京都内の病院で死去。82歳没。喪主は妻・修子。『ドカベン』シリーズに登場した松坂大輔は、水島の逝去にあたって「漫画『ドカベン』に、自分が初めて出た時の喜びは、今でも忘れません…」とコメントした。他にも多くのプロ野球関係者・漫画関係者が追悼のコメントを述べている。
テレビアニメ化等のメディア展開や、CMなどのパロディといった作品の二次利用も多く見られたが、長男の新太郎がマネージャーを務めるようになった2010年代以降はそれらの利用にも消極的になっていった。また、現時点では作品の電子書籍化も行われていない。

## エピソード

### 本人に関する逸話
- 進学を希望していた新潟明訓高等学校への思いから、のちに『ドカベン』で「明訓高校」を舞台にした。また、不知火が所属する「白新高校」の名称も通っていた中学校から取っている。なお、中学も家業の魚屋の手伝いのため欠席も多く、卒業が危ぶまれた事もあったという。
- 新潟市古町通には、水島の功績を顕彰し、漫画の登場人物の銅像を並べた「水島新司マンガストリート」がある。しばしば岩鬼の銅像の咥えている葉っぱが盗難に遭い、問題となっている[13]。
- 1970年代は東京都小金井市の音楽喫茶「白鳥」に通い、執筆や構想を練るなどに費やしていた。『野球狂の詩』のヒロイン・水原勇気は、その名を決めるのに思案し、喫茶店マスターの娘「ユウキ」という名が気に入りもらった。
- 「あぶさん」と「ボッツ」という2つの草野球チームを主宰。漫画作品の執筆のかたわら年間60試合前後に出場し続け、投手として200勝を達成した時には自費で名球会入り記念パーティーを催した。若手時代、身内で野球チームを作ろうとしたが人数が足りず、たまたまアシスタント志望でやってきた本宮ひろ志に対して、作品を見る前に「お前、野球できるか?」と尋ね、「できます」と言われたために即採用したという逸話も残っている。
- 草野球チームが縁で田中寅彦ら将棋のプロ棋士と知人になり、将棋漫画『父ちゃんの王将』を描いたり、作中に将棋棋士から転向した野球選手や、将棋棋士の名前そのまま、もしくはもじった名前の野球選手を登場させたりしている。
- テレビ番組でのインタビューにて「最高の打者は誰か?」という質問に「山田太郎」（理由は甲子園大会通算打率7割5分を誇るから）と答えている。
- 選手個人としては「エンターテイナーとしてパ・リーグを大いに盛り上げてくれる存在」として、新庄剛志（元・日本ハム）の大ファンであるという[14]。
- 1970年代からメジャーリーグを嫌っており、MLB入りしたイチローや松井秀喜らを非難している[注 3]。雑誌『月刊ホークス』内で2002年まで水島が連載を担当していたコラムでは、当時ダイエーに在籍していた井口資仁がメジャー移籍を球団に希望したニュースが流れた際、「何故日本で、日本のファンの前でプレーしてくれないのか」と疑問を呈し、「メジャーの選手が凄い凄いと言っても、漫画の世界ではそれ以上のものが描ける」と表現している。事実、後期の作品では、登場する架空の選手がプロ野球記録や日本新記録を更新する描写が顕著化している。
- 1980年代までは個人的に親交のある選手もいたが、1990年代以降は日本プロ野球の外国人選手に対しても「現役バリバリはほとんどいないで、年俸だけは現役並み」と評している。日本人選手の生活圏や若手の働き場を奪っていると批判しており、いつの日か日本人だけのプロ野球が見てみたいと言っている[15]。
- MLB嫌いではあるものの、福岡ソフトバンクホークスオーナー・孫正義が考案する「世界一クラブ決定戦」の推進派である。理由としては、MLBの優勝決定戦が「ワールドシリーズ」と呼ばれることに不満を持っている為と言われる（「ワールド」の意味を理解しているのか、とのこと）。
- 国際試合への言及、国際試合の描写は少なく、『ドカベン プロ野球編』で2003年アテネオリンピック予選にドカベン世代が参加したシーン、『あぶさん』で景浦景虎が2009年の第2回ワールド・ベースボール・クラシックの代表候補として合宿に参加した様子など、ごくわずかなものにとどまっている。
- 今まで見てきた甲子園の試合では、1992年の松井の5打席連続敬遠が最も印象深いと語っている。
- 晩年のマネージャーを務めていた長男の水島新太郎はカルビープロ野球チップスカードの収集家としても有名で、水島はカードを参考にしながら登場人物の打撃フォームや投球フォームを描いたこともあるという。
- いわゆる「空白の一日事件」で世間の大きな非難を浴び、おちおち外も歩けなくなった江川卓を一時かくまっていたことがあった。
- 本宮ひろ志の『実録たかされ』によると、江川3年時の作新学院が夏の甲子園2回戦で銚子商に敗れた夜に作新学院の宿舎を訪れ、選手の述懐によると「水島新司さんが来て酒飲んじゃって、どんちゃん騒ぎをしていた」というエピソードが語られている（しかし水島は下戸であり、酒は飲まない[16]。本人の下戸の反面的に、水島作品には酒豪のキャラクターが多数、登場する)。
- 酒が飲めない一方でヘビースモーカーで知られ、煙草を手にした写真が多数残されている[17]。
- 1986年6月1日、故郷・新潟の南海対西武戦で始球式を務めた際、通常は一球投げた時点で終わる所を、一打者に投げ終わるまで投げた事がある。ただしこの際に場内アナウンスで「これは真剣勝負です」と洒落で流したために、アウトカウントを勘違いするというハプニングが直後に起きている。
- また、通常空振りで終えるはずの始球式で、過去に二度打ち返されヒットとされたことがある。前述の南海対西武戦と、日本ハム対ダイエー戦（2003年9月4日）である。一度目は西武の石毛宏典に、二度目はダイエーの柴原洋に打ち返されヒットとなった。打たれた水島はグローブを投げつけるリアクションを取った。
- 2006年5月9日に設立が発表された、独立リーグ「北信越ベースボールチャレンジリーグ（現：ベースボール・チャレンジ・リーグ）」のアドバイザーに就任している。
- 2008年、プロ野球マスターズリーグの福岡ドンタクズに入団。登録名は「あぶさん」、背番号は90。「代走での出場ならあるかもしれない。できたら遊撃手として出場したい」とコメントした。
- 2018年より野球殿堂の特別表彰候補者として名前が挙げられていた。2018年は3票、2019年は5票（候補者10人中3位）、2020年は3票（候補者10人中5位）だった。2020年12月1日、2021年の野球殿堂特別表彰候補者が発表されたが、水島新司本人の希望により候補者入りを辞退したことが分かった[18][19]。

#### ホークス関連
- 1973年、『あぶさん』の連載にあたり、主人公・景浦安武の「入団交渉」のために当時の南海ホークス選手兼任監督であった野村克也を訪ねた時に、好きな球団を聞かれ「セは阪神、パは南海です」と答えたところ、「好きな球団は1つでええ」と言われたためその後はホークス一筋であった。「のんべえは持久力は無いけど、瞬発力があるから代打専門」という契約条件で入団、以来、永きに渡り代打専門で活躍している。また、『野球狂の詩』でプロ初の女性投手である水原勇気にリアリティを持たせるため、多くのプロ球界関係者にアドバイスを求めたところ、唯一前向きなアドバイスを与えてくれたのが野村であった（水原勇気の項目を参照）。
- 野村との親交を深め、映画『野球狂の詩』（1977年）では現実のチームとして南海ホークスを登場させ、野村が実際に打席に立ち水原（木之内みどり）と対戦した。尚、この映画には水島本人も出演している。
- 『あぶさん』で杉浦忠を追悼する回では、南海OBと公の場では絶縁しているはずの野村を出演させていた（一部OBとの私的な交流は実際にも若干あった模様）。また、『ドカベン プロ野球編』で岩鬼が福岡ダイエーホークスに入団したのも、水島のホークス好きに依ると言われている。
- 南海ホークスを買収した直後の1988年、当時の中内㓛オーナーとお互いのマネージャー、秘書無しで一対一で会食した。中内が社員に「ホークスのことは誰に聞いたら一番よく分かるのか」と尋ねたところ、全員が水島の名を挙げたという。中内は水島の話を聞きながら、一生懸命にメモをしていたという。
- 上記のようにホークス一筋が長かったが、2007年10月17日朝のNHKラジオ『きょうも元気でわくわくラジオ』のゲスト出演では「パはホークス、セは広島カープですね」と答えた。理由は「本物の野球球団、一から育ていい野球をしている」と答えている。
- あるホークスの選手が起こしたふがいないプレーに激怒した水島は翌日、福岡に出向きその選手に説教をしたことがある。このエピソードは関口宏の東京フレンドパークIIに水島が来園した際に明らかにされた。
- 飛行機恐怖症で知られホークスの福岡移転後は本拠地福岡に足を運ぶことは殆どなかったという。

### 漫画に関する逸話
- ニュースステーションにゲスト出演した際、あだち充の作品（『タッチ』他）を「野球を恋愛の小道具として扱っている」と批判した。その一方で『ドカベン スーパースターズ編』ではマンネリ化の打破のためか、岩鬼正美と夏川夏子、殿馬一人とマドンナ、里中智と山田サチ子などの恋愛模様を「野球の小道具として」描いていた。この他、「あぶさん」（特に主人公の景浦安武が結婚する前）に於いて、景浦の女性関係が描かれることも少なからずあったが、これに先んじて女性描写のエッセンスを取り入れるべく、『野球狂の詩』で里中満智子と合作したこともある。なお、上記にあるように、あだちは週刊少年チャンピオンの漫画家生活50周年企画に寄稿している。
- 伊集院光が水島にインタビューした際、「ドカベンを描いていて一番驚いた事はなんですか？」という質問で伊集院は「ファンの反響の多さ」等の答えを予想していたがそれに対しての水島の回答は「ネームでは岩鬼が三振するシーンを描いたのに、ペンを入れたら岩鬼がホームランを打ってしまった」と答え、伊集院を唖然とさせた。
  - また、同じく伊集院光との対談内で「北海道の原野で育った野生児が高校野球で活躍する作品を描く構想があったが、北海道の学校が甲子園で優勝した実績が無い事から『流石にリアリティーが無い』と判断してお蔵入りにした」と語っていた[20][注 4]。
- 水島の漫画は後続の野球漫画にも大きな影響を与えたが、井上雄彦や高橋陽一ら他競技のスポーツ漫画の大御所も影響を受けた。少年チャンピオンの水島新司漫画家生活60周年記念号では井上や高橋が水島に祝辞を送っている。
- 作品として描かれなかったアイディアとしては社会人野球を舞台にした新作漫画や[21]、強豪チームではなく弱小チームが1勝するまでの様子を描く高校野球漫画の構想を持っていた[22]。

## 賞歴
- 第19回（昭和48年度）小学館漫画賞受賞（『男どアホウ甲子園』『出刃とバット』）
- 第4回（昭和48年度）講談社出版文化賞児童漫画部門受賞（『野球狂の詩』）
- 第22回（昭和51年度）小学館漫画賞受賞（『あぶさん』）
- 2005年4月 紫綬褒章受章[23]
- 第37回（2007年度）日本漫画家協会賞文部科学大臣賞受賞（全作品に対して）
- 2014年11月 旭日小綬章受章[24]

## 作品一覧
五十音順。ただし、シリーズ物はそのシリーズ順。
- I Love Baseball
- 朝子の野球日記
- あぶさん（1973年 - 2014年）
- アルプスくん
- いただきヤスベエ（原作：牛次郎）
- 一球さん
- エースの条件（原作：花登筺）
- 男どアホウ甲子園（原作：佐々木守）
- おはようKジロー
- がんばれドリンカーズ
- 球道くん
- 草野球の神様（原作：北野武）
- 草野球列伝
- ゴキブリ旋風
- 極道くん
- 下町のサムライ
- 少年番外地（原作：真樹日佐夫）
- ストッパー
- 銭っ子（原作：花登筺）－テレビドラマ化→つくしんぼ_(テレビドラマ)
- 先発完投
- 大甲子園
- たそがれのキー太郎
- たちまち晴太（原作：きむらはじめ）
- ダントツ
- でっかいチビ
- 父ちゃんの王将
- ドカベン（1972年 - 1981年）
- ドカベン プロ野球編（1995年 - 2003年）
- ドカベン スーパースターズ編（2004年 - 2012年）
- ドカベン ドリームトーナメント編（2012年 - 2018年）
- 泣き笑い番長（連載時は『ファイティング番長』）（原作：梶原一騎）
- 虹を呼ぶ男
- 白球の詩
- 光の小次郎
- 平成野球草子
- へい!ジャンボ
- 坊ちゃん（原作：夏目漱石）
- 水島新司野球傑作選
- 野球狂の詩
- 野球狂の詩 平成編
- 新・野球狂の詩
- 野球大将ゲンちゃん
- 野球どアホウ伝
- 輪球王トラ（原作：牛次郎）

## 出演

### テレビ
- 第28回NHK紅白歌合戦（1977年12月31日、NHK総合・ラジオ第1） - 審査員
- 月曜ワイド劇場『サンデー兆治の妻・愛のカムバック』（1986年4月7日、テレビ朝日）
- 徹子の部屋（テレビ朝日）
- テレビ探偵団（TBS）

### 映画
- 『ドカベン』（1977年 東映） - 徳川監督 役
- 『野球狂の詩』（1977年 日活） - メッツのファン 役

## その他の仕事
- NHK総合の少年ドラマシリーズ『叱られ人生』（1977年） - オープニングのイラストを提供した。原作者はサトウハチロー、脚本家は佐々木守であった。野球好きの主人公を「ドカベンの谷津」系の風貌で描いた。
- フィンガー5のレコードジャケットのイラストを提供していた（「個人授業」など）。1999年に発売されたCD『フィンガー王国』にも使われた。
- 前述の南海ホークス（現：福岡ソフトバンクホークス）のファンであったことから、南海ホークス関連のレコードジャケットのイラストも提供した。斎藤努（当時毎日放送アナウンサー）歌唱による「青春ドカベン/球場の鷹」（香川伸行・南海ホークスの応援歌。ディスコメイトレコード）と香川伸行・加藤伸一・吉田博之・畠山準・湯上谷宏ら当時南海の主力選手の歌唱による「鷹の爪/暴れダカ・ロックンロール」（水島プロデュースによる楽曲。クラウンレコード）のイラストを手掛けた。
- 宮城県石巻市にある石ノ森萬画館の初代館長（2001年7月〜2003年3月）を務めた[25]。
- レコード『ああ野球狂の歌。』を吹き込んでいる。作詞も自らが行った。

## 関連本
- 磯山勉『水島新司マンガの魅力 マンガの魅力 漫画館シリーズ10』清山社 1978年　水島新司インタビューあり
- 『水島新司の世界 ドカベン＆大甲子園』 サンエイムック 2023年
- 『水島新司 全仕事』サンエイムック 2023年